# Jiří Fleišman
Jiří Fleišman (ur. 2 października 1984 w Moście) – piłkarz czeski grający na pozycji lewego obrońcy lub pomocnika. Od 2018 jest zawodnikiem klubu Baník Ostrawa.

## Kariera klubowa
Swoją karierę piłkarską Fleišman rozpoczął w klubie FK SIAD Most. W 2006 roku został z niego wypożyczony do Chmelu Blšany, w którym spędził rundę jesienną sezonu 2006/2007. Wiosną 2007 wrócił do Baníka. W 2008 roku był wypożyczony do klubu Baník Sokolov. W Baníku Most występował do końca sezonu 2009/2010.
Latem 2010 roku Fleišman został piłkarzem Slovana Liberec. 18 lipca 2010 zadebiutował w nim w zremisowanym 0:0 wyjazdowym spotkaniu z Dynamem Czeskie Budziejowice. W sezonie 2011/2012 wywalczył z zespołem Slovana tytuł mistrza Czech. W sezonie 2014/2015 zdobył Puchar Czech.
W 2015 roku Fleišman przeszedł do FK Mladá Boleslav. Zadebiutował w nim 26 lipca 2015 w przegranym 2:4 wyjazdowym meczu ze Slovanem Liberec. W sezonie 2015/2016 zdobył Puchar Czech.
Na początku 2018 roku Fleišman został zawodnikiem klubu Baník Ostrawa. Zadebiutował w nim 17 lutego 2018 w przegranym 1:2 domowym meczu z 1. FC Slovácko.
| Sezon   | Klub              | Kraj   | Rozgrywki      | Mecze | Bramki |
| ------- | ----------------- | ------ | -------------- | ----- | ------ |
| 2006/07 | Chmel Blšany      | Czechy | II liga        | 15    | 1      |
| 2006/07 | FK SIAD Most      | Czechy | Gambrinus Liga | ?     | ?      |
| 2007/08 | FK SIAD Most      | Czechy | Gambrinus Liga | ?     | ?      |
| 2007/08 | Baník Sokolov     | Czechy | II liga        | 9     | 0      |
| 2008/09 | FK Baník Most     | Czechy | II liga        | ?     | ?      |
| 2009/10 | FK Baník Most     | Czechy | II liga        | 22    | 1      |
| 2010/11 | Slovan Liberec    | Czechy | Gambrinus Liga | 27    | 1      |
| 2011/12 | Slovan Liberec    | Czechy | Gambrinus Liga | 28    | 1      |
| 2012/13 | Slovan Liberec    | Czechy | Gambrinus Liga | 24    | 2      |
| 2013/14 | Slovan Liberec    | Czechy | Gambrinus Liga | 20    | 1      |
| 2014/15 | Slovan Liberec    | Czechy | Gambrinus Liga | 26    | 3      |
| 2015/16 | Slovan Liberec    | Czechy | Gambrinus Liga | 3     | 0      |
| 2015/16 | FK Mladá Boleslav | Czechy | Gambrinus Liga | 19    | 0      |
| 2016/17 | FK Mladá Boleslav | Czechy | Gambrinus Liga | 30    | 0      |
| 2017/18 | FK Mladá Boleslav | Czechy | Gambrinus Liga | 14    | 0      |
| 2017/18 | Baník Ostrawa     | Czechy | Gambrinus Liga |       |        |

## Kariera reprezentacyjna
W reprezentacji Czech Fleišman zadebiutował 3 czerwca 2014 w przegranym 1:2 towarzyskim meczu z Austrią, rozegranym w Ołomuńcu. W 73. minucie tego meczu zmienił Davida Limberskiego.